# Esbjerg forenede Boldklubber
Esbjerg forenede Boldklubber er en dansk fodboldklub hjemmehørende i den sydvestjyske by Esbjerg. Klubben har trænings- og kampfaciliteter på Gammel Vardevej og spiller i blå- og hvidstribede trøjer. Den officielle fanklub hedder Blue Knights. Klubben spiller i den andenbedste danske fodboldrække, 1. division.
Fodboldklubben spiller i tøj af mærket Hummel. Det Faglige Hus og Telesikring A/S er trøjesponsorer.
Klubben overtog i 2005 styringen af eliteafdelingen i Esbjerg Ishockey Klub, men i 2013 ophævede man forholdet mellem fodbold og ishockey.

## Historie

### Stiftelsen
Esbjerg forenede Boldklubber (EfB) blev officielt stiftet den 23. juli 1924, hvor de to største esbjergensiske klubber, E.B. 98 og Esbjerg Amatør Klub (EAK) fusionerede efter 12 års indbyrdes kamp.
E.B. 98 fik som den første idrætsforening i lokalområdet fodbold på programmet i år 1900, og klarede sig fint, indtil EAK i 1911 blev etableret. Det medførte at konkurrencen i Esbjerg-området med ét blev forøget. Den skarpe interne konkurrence viste sig dog at få negativ indvirkning på de to klubber, idet at ingen af dem skabte mærkbare resultater, hvilket oplandsklubber såsom Vejen profiterede af. På trods af stridighederne mellem de to klubber, valgte man i 1923 at forsøge, at slå de to klubber sammen, hvilket altså lykkedes 23. juli 1924.
Den nye klub var således drevet af ambitioner om noget større, hvilket da også allerede gav resultater dagen efter, da den nystartede klubs bedste hold besejrede Kolding IF med intet mindre end 7-0.

### 1949-1969
De gyldne år i EfB findes i første halvdel af 1960'erne. Klubben vandt det danske mesterskab i 1961, 1962, 1963 samt 1965, og vandt pokalturneringen i 1964. Denne succes skyldes ikke mindst, at EfB havde ansat den østrigske træner Rudi Strittich, som indførte effektivitet og fik sat spillet i system, samt angriberne Jens Peder Hansen og Carl Emil Christiansen som de helt store profiler.
I mesterskabssæsonen 1961 sætter Esbjerg stadionrekord med 20.000 tilskuere, da Esbjerg på hjemmebane vinder topkampen mod KB med 3-1.
I 1968 var Esbjerg fB meget tæt på endnu et mesterskab, da holdet sammen med tre andre klubber lå a point før sidste spillerunde, men trods sejr i sidste kamp, løb KB med titlen på bedre målscore. Året efter rykkede Esbjerg dog ud af 1. division, hvor man ellers havde spillet tyve sæsoner i træk.

### 1970-1979
I 1974 rykkede Esbjerg fB igen op i 1. division, og det blev indledningen på klubbens anden gyldne periode. Esbjerg vandt pokalturneringen i 1976. I 1977 vendte Rudi Strittich tilbage som træner, og med målmanden Ole Kjær og midtbanespilleren Jens Jørn Bertelsen som de bærende kræfter de følgende år, var Esbjerg tilbage i toppen. Klubben vandt bronze i 1977, og i 1978 tabte Esbjerg fB pokalfinalen til BK Frem efter straffesparkskonkurrence og hele tre finalekampe, der alle er endt 1-1. Senere samme år blev det til en andenplads i 1. division, mens holdet i UEFA Cup spillede sig helt frem til 3. runde, hvor Hertha Berlin blev besejret med 2-1. Returkampen i Berlin endte dog med nederlag på 0-4.
Esbjerg fB vandt i 1979 klubbens femte og foreløbigt seneste Danmarksmesterskab. Året efter eliminerede holdet Halmstads BK i Mesterholdenes Europa Cup. I den efterfølgende runde tabte Esbjerg på udebane med 0-3 til Spartak Moskva, men var i returkampen tæt på sensationen, da Esbjerg fB vandt 2-0.

### 1980-2009
I 1985 var Esbjerg tæt på at vinde pokalturneringen, men tabte i finalen 2-3 til Lyngby BK på en scoring kort før tid. Esbjerg fB rykkede ud af 1. division i 1986 og spillede i begyndelsen af 1990erne også i 3. division. I 1999 var Esbjerg fB tilbage i Superligaen en enkelt sæson for i 2001 igen at spille i den bedste række. Denne gang blev opholdet mere permanent. I alt ti sæsoner blev det til før nedrykningen i 2011, med bronzemedaljer i 2004 som bedste placering.
I sæsonen 2003/04 tilføjede Esbjerg fB Brøndby IF det største hjemmenederlag nogensinde i klubbens historie i Superligaen. 6-1 lød sejren på. Esbjerg fB førte endda denne sæson Superligaen med fire runder igen, men måtte nøjes med tredjepladsen. I både 2006 og 2008 nåede klubben pokalfinalen.

### 2010-2018
Esbjerg fB rykkede ud af Superligaen i sæsonen 2010/2011. Esbjerg rykkede dog med stor succes tilbage i Superligaen allerede til sæsonen 2012/2013, hvor holdet formåede at vinde pokalturneringen for tredje gang i klubbens historie med en sejr på 1-0 over Randers FC og dermed kvalificere sig til europæisk fodbold. Samtidig opnåede man en 4. plads i Superligaen.
I 2013 spillede Esbjerg deres første Europa League-kamp mod AS Saint-Étienne. Den første kamp på hjemmebane vandt Esbjerg med 4-3. Overraskende vandt de også udekampen med 1-0 og var dermed videre til gruppespillet i Europa League. Her skulle de op i mod FC Red Bull Salzburg, IF Elfsborg og Standard Liège. Her overraskede Esbjerg endnu engang og vandt 4 ud af 6 kampe. De vandt begge kampe over Elfsborg og Standard, mens de tabte begge kampe mod Salzburg.
Esbjerg fik en andenplads i gruppen og var endnu engang videre i Europa League - denne gang til knockout fasen. Her mødte de italienske ACF Fiorentina, som på Blue Water Arena vandt 3-1. I returopgøret i Firenze formåede EfB at spille 1-1 på det berømte Stadio Artemio Franchi. Da IFFHS (International Federation of Football History & Statistics) udgav deres liste over de bedste hold i verden var Esbjerg at finde på 79. pladsen. Hans Henrik Andreasen var med på efterårets hold i Europa League over de bedste spillere i turneringen.
I 2017 rykkede Esbjerg ud af Superligaen efter at have tabt den afgørende nedrykningsfinale over to kampe mod AC Horsens med sammenlagt 3-4. Klubben rykkede dog tilbage i Superligaen efter blot en sæson i 1. division.
Fra juli 2020 til maj 2021 var Ólafur Kristjánsson cheftræner for klubben. I februar 2021 blev klubben solgt til en række amerikanske investorer som også sidder på Barnsley FC, KV Oostende og AS Nancy. I maj 2021 blev Peter Hyballa ansat som cheftræner i klubben. Kort tid efter hans opstart som træner kom der anonyme beskyldninger om fysisk og psykisk vold mod spillerne, hvilket Hyballa selv afviste. Efterfølgende har både Daniel Anyembe, der er skiftet til Viborg F.F., og Kasper Pedersen forladt klubben og bekræftet rygterne. Klubbens holdlæge har ligeledes taget afsked med klubben som følge af Hyballas opførsel.

## Titler
- Danmarksmesterskabet
  - Mestre (5): 1961, 1962, 1963, 1965 og 1979.
  - Sølv (3): 1956, 1968 og 1978.
  - Bronze (3): 1977, 2004 og 2019.
- Landspokalturneringen
  - Vinder (3): 1964, 1976 og 2013.
  - Finalist (6): 1957, 1962, 1978, 1985, 2006 og 2008.
- Fair Play
  - Vinder (6): 1980, 1981, 1982, 1983, 2003 og 2004.
- Danmarksmesterskabet for U/21-hold
  - Vinder (2): 1998 og 2004.
  - Sølv (1): 2005.
  - Bronze (1): 2001.
- Uofficielt Danmarksmesterskab i indendørs fodbold
  - Vinder (3): 2005, 2006 og 2007
  - Bronze (1): 2003.

Kilde: efbhistorik.dk

## Nuværende spillertrup
Oversigten er opdateret til og med 23. mars 2025| Nr. | Land      | Position | Spiller            |
| --- | --------- | -------- | ------------------ |
| 1   | Danmark   | MM       | Daniel Gadegaard   |
| 2   | Danmark   | FO       | Jacob Buus         |
| 3   | Danmark   | FO       | Anton Skipper      |
| 4   | Danmark   | FO       | Patrick Tjørnelund |
| 5   | Danmark   | FO       | Andreas Troelsen   |
| 6   | Danmark   | MI       | Lasse Vigen        |
| 7   | Danmark   | MI       | Lucas From         |
| 8   | Norge     | MI       | Mikail Maden       |
| 9   | Danmark   | MI       | Jakob Ankersen     |
| 10  | Comorerne | MI       | Yacine Bourhane    |
| 11  | Danmark   | MI       | Peter Bjur         |
| 12  | Danmark   | MI       | Andreas Lausen     |
| 14  | Holland   | AN       | Tim Freriks        |
| 15  | Danmark   | FO       | Tobias Stagaard    |

| Nr. | Land    | Position | Spiller            |
| --- | ------- | -------- | ------------------ |
| 16  | Danmark | MM       | Kasper Kristiansen |
| 17  | Danmark | MI       | Julius Beck        |
| 19  | Danmark | MI       | Bertram Kvist      |
| 21  | Danmark | AN       | Leonel Montano     |
| 22  | Danmark | MI       | Benjamin Hvidt     |
| 25  | Danmark | FO       | Johan Meyer        |
| 27  | Island  | MI       | Breki Baldursson   |
| 32  | Danmark | FO       | Nicolai Blicher    |
| 39  | Danmark | AN       | Noah Strandby      |

## Transfers
| 0Sommer 2014                                                                                    | 0Sommer 2014 |
| ----------------------------------------------------------------------------------------------- | --- |
| 1. Mikkel Agger – Retur fra lån AC Horsens (Danmark) 2. Eddi Gomes – Hentet i HB Køge (Danmark) | 1. Mikkel Agger – Opsagt samarbejde 2. Frederik Rønnow – Lejeaftale slut 3. Mushaga Bakenga – Lejeaftale slut 4. Kian Hansen – Skiftet til Nantes (Frankrig) 5. Davidson Drobo-Ampem – Kontraktudløb 6. Frederik Rønnow – Lejeaftale slut 7. Peter Ankersen – Skiftet til Red Bull Salzburg (Østrig) |

| 0Vinter 2014 | 0Vinter 2014 |
| --- | --- |
| 1. Martin Pusic – Hentet i SK Brann (Norge) 2. Martin Rauschenberg – Hentet i Stjarnan (Island) 3. Michael Jakobsen – Hentet i F.C. København (Danmark) 4. Jonas Jensen – Fri transfer 5. Martin Dúbravka – Hentet i MŠK Žilina (Slovakiet) 6. Kian Hansen – Lejet i FC Nantes (Frankrig) | 1. Mathias Rosenørn – Kontraktudløb 2. Pape Paté Diouf – Lejekontraktudløb 3. Ksi – Skiftet til FC Nantes (Frankrig) |

| 0Sommer 2013 | 0Sommer 2013 |
| --- | --- |
| 1. Mohammed Fellah – Hentet i Vålerenga (Norge) 2. Mick van Buren – Hentet i S.B.V. Excelsior (Holland) 3. Jens Berthel Askou – Hentet i Vejle (Danmark) 4. Frederik Rønnow – Lånt i AC Horsens (Danmark) 5. Mushaga Bakenga – Lånt i Club Brügge (Belgien) | 1. Martin Braithwaite – Skiftet til Toulouse FC (Frankrig) 2. Jesper Lange – Kontraktudløb 3. Nicolai Høgh – Skiftet til Vålerenga (Norge) 4. Youssef Toutouh – Lejekontraktudløb 5. Arnór Smárason – Kontraktudløb 6. Lukas Hradecky – Kontraktudløb |

| 0Sommer 2010 | 0Sommer 2010                                                                               |
| --- | ------------------------------------------------------------------------------------------ |
| 1. Gunnar Heidar Thorvaldsson – Retur fra lån Reading (England) 2. Arnór Smárason – Hentet i Heerenveen (Holland) | 1. Andreas Klarström – Skiftet til Elfborg (Sverige) 2. Morten Christensen – Kontraktudløb |

| 0Vinter 2009/2010 | 0Vinter 2009/2010 |
| --- | --- |
| 1. Thomas Gaardsøe – Hentet i AaB 2. Sebastian Andersen – Hentet i HB Køge 3. Morten Christensen – Hentet på fri transfer | 1. Gunnar Heidar Thorvaldsson – Udlejet til Reading (England) 2. Sune Gundersen – Skiftet til FC Hjørring 3. Adrian Cann – Kontrakt ophævet 4. Alexander Östlund – Kontrakt ophævet 5. Fredrik Björck – Skiftet til Tromsø Idrettslag (Norge) |

| 0Sommer 2009 | 0Sommer 2009 |
| --- | --- |
| 1. Kevin Bechmann Timm – Hentet i F.C. København 2. Tim Janssen – Hentet i NEC Nijmegen (Holland) 3. Peter Nymann – Hentet i Odense Boldklub | 1. Kári Árnason – Returneret til AGF 2. Samel Sabanovic – Returneret til Grasshopper (Schweiz) 3. Jesper Bech – Skiftet til Silkeborg IF 4. Frank Hansen – Skiftet til Silkeborg IF 5. Thiago Pinto Borges – i/t 6. Joakim Steiness – Skiftet til FC Fyn 7. Andrew Ornoch – Skiftet til Heracles (Holland) |

| 0Vinter 2008/2009 | 0Vinter 2008/2009 |
| --- | --- |
| 1. Jones Kusi-Asare – Hentet i Djurgårdens IF (Sverige) 2. Mikael Rynell – Hentet i Herfølge Boldklub 3. Lukas Hradecky – Hentet i TPS (Finland) 4. Kári Árnason – Lejet i AGF 5. Samel Sabanovic – Lejet i Grasshopper (Schweiz) | 1. Niki Zimling – Skiftet til Udinese (Italien) 2. Samuel Agba – Skiftet til Søllerød-Vedbæk 3. Martin Vingaard – Skiftet til F.C. København 4. Rajko Lekic – Skiftet til Silkeborg IF 5. Tally Hall – Skiftet til Houston Dynamo (USA) |

| 0Sommer 2008 | 0Sommer 2008 |
| --- | --- |
| 1. Alexander Östlund – Hentet i Southampton F.C. (England) 2. Gunnar Heidar Thorvaldsson – Hentet i Hannover 96 (Tyskland) 3. Martin Fribrock – Hentet i Halmstads BK (Sverige) 4. Adrian Cann – Hentet i Vancouver Whitecaps (Canada) | 1. Fernando Derveld – Skiftet til FC Dordrecht (Holland) 2. Rajko Lekic – Udlejet til Silkeborg IF 3. Michaël Murcy – Skiftet til Clermont Foot (Frankrig) 4. Lars Christian Nielsen – Skiftet til Kolding FC 5. Jonas Jensen – Skiftet til FC Fyn |

| 0Vinter 2007/2008 | 0Vinter 2007/2008 |
| --- | --- |
| 1. Andrew Ornoch – Hentet i Lombard FC (Ungarn) 2. Fredrik Björck – Hentet i IF Elfsborg (Sverige) 3. Emmanuel Ukpai – Hentet i Ølstykke FC 4. Samuel Agba – Hentet i AB | 1. Igors Stepanovs – Skiftet til Shinnik Jaroslavl (Rusland) 2. Njogu Demba-Nyrén – Skiftet til SK Brann (Norge) 3. Jesper Mikkelsen – Skiftet til Troyes AC (Frankrig) 4. Phil Younghusband – Returneret til Chelsea F.C. (England) |

## Stab

### Trænerstab
| - Cheftræner: Lars Vind - Assistent: Rafael van der Vaart - Målmandstræner: Frode Birkeland - Holdleder: René Christensen | - A+ træner: Ledig - Massør: Lars Kikkenborg - Holdlæge: Uwe Jürgensen - Fysioterapeut: Morten Bastholm - Fysioterapeut: Mattias Fredeløkke |

### EfB Amatørafdelings bestyrelse
| - Formand: Søren Copsø - Næstformand: Rasmus Lundager - Kasserer: Harry Olesen - Pigefodbold: Torben Munkholm - Suppleant: Frank Nielsen |

## Stadion
Esbjerg fB har hjemmebane på Blue Water Arena, som er betegnelsen for Esbjerg Stadion på Gl. Vardevej og en del af Esbjerg Idrætspark. Der blev i 2004 opført en ny tribune på den østlige langside af stadion. Et nyt stadion med plads til 17.181 tilskuere stod færdigt i august 2009.
- Byggeår: 1955.
- Udbygget/moderniseret: 1999, 2004, 2008-09.
- Kapacitet: 17.181
- Heraf siddepladser: 11.016 siddepladser. (12.100 sidderpladser til UEFA-kampe)
- Banestørrelse: 105 x 68 meter.
- Lysanlæg: 1200 lux.
- Tilskuerrekord: 22.000 (Esbjerg fB – KB, 1961).
- Adresse: Gl. Vardevej 82, 6700 Esbjerg

EfB lejer stadionet af Esbjerg Kommune, ligesom klubben benytter andre træningsfasciliteter i Esbjerg Idrætspark.

## Danske landsholdsspillere
Følgende 32 fodboldspillere har som Esbjerg-spillere debuteret på det danske A-landshold (I parentes debutår/kampe/mål):
| - Martin Braithwaite (2013/56/10) - Peter Nymann (2010/1/0) - Søren Rieks (2009/3/1) - Martin Vingaard (2008/9/1) - Niki Zimling (2008/1/0) - Jesper Bech (2006/1/0) - Jan Kristiansen (2003/9/0) - John Lauridsen (1981/27/3) - Ole Madsen (1980/18/0) - Ole Kjær (1977/26/0) - Jens Jørn Bertelsen (1976/69/2) - Hans Jørgen Christiansen (1968/5/0) | - Vagn Hedeager (1967/1/0) - Børge Enemark (1965/11/0) - Knud Petersen (1965/4/0) - Preben Jensen (1962/2/0) - Carl Emil Christiansen (1962/2/1) - Jens Petersen (1962/22/1) - Jens Jørgen Hansen (1962/40/0) - Carl Bertelsen (1962/21/9) - Erik Gaardhøje (1961/14/0) - John Madsen (1961/20/0) - Egon Jensen (1957/12/4) | - Ove Hansen (1956/9/0) - Johannes Schmidt (1955/1/0) - Søren Andersen (1951/5/0) - Erik Terkelsen (1950/17/0) - Jens Peder Hansen (1949/38/18) - Curt Christensen (1949/1/0) - Viggo Jensen (1945/15/1) - Jørgen Iversen (1937/5/1) - Olaf Brockhoff (1935/2/0) - Arthur Nielsen (1935/1/0) - Emil Møller (1932/3/0) |

Kilde: efbhistorik.dk

## Andre tidligere spillere
|  | Tyskland  | Kolja Afriyie             |
|  | Danmark   | Iddi Alkhag               |
|  | Danmark   | Hans Henrik Andreasen     |
|  | Island    | Kári Árnason              |
|  | Danmark   | Jørn Bach                 |
|  | Danmark   | Mark Bailey               |
|  | Danmark   | Søren Barslund            |
|  | Danmark   | Jesper Bech               |
|  | Danmark   | Tommy Bechmann            |
|  | Sverige   | Fredrik Berglund          |
|  | Sverige   | Jonas Bjurström           |
|  | Brasilien | Thiago Pinto Borges       |
|  | Danmark   | Jacob Bymar               |
|  | Danmark   | Anders Møller Christensen |
|  | Gambia    | Njogu Demba-Nyrén         |
|  | Holland   | Fernando Derveld          |
|  | Danmark   | Mikkel Drexel             |
|  | Danmark   | Anders Egholm             |
|  | Danmark   | Brian Fakkenor            |
|  | Danmark   | Roman Func                |
|  | Danmark   | Benny Gall                |
|  | Danmark   | Marinus Graversen         |
|  | Danmark   | Jesper Grønborg           |
|  | USA       | Tally Hall                |
|  | Danmark   | Bert Hansen               |
|  | Danmark   | Frank Hansen              |
|  | Danmark   | Henrik H. Hansen          |
|  | Danmark   | Jan Hansen                |
|  | Danmark   | John Hansen               |
|  | Danmark   | Jørgen Iver Hansen        |
|  | Danmark   | Michael Hansen            |
|  | Danmark   | Martin Heinze             |
|  | Danmark   | Jeppe Hjorth Andersen     |
|  | Danmark   | Chris Hermansen           |
|  | Danmark   | Jan Hoffmann              |

|  | Danmark  | Morten Hyldgaard              |
|  | Danmark  | Henrik Ibsen                  |
|  | Danmark  | Walther Isaksen               |
|  | Danmark  | Flemming Iversen              |
|  | Danmark  | Lars Jakobsen                 |
|  | Danmark  | Henrik Jensen                 |
|  | Danmark  | Jonas Jensen                  |
|  | Danmark  | Kim Jensen                    |
|  | Danmark  | Martin S. Jensen              |
|  | Danmark  | Morten Friis Jensen           |
|  | Danmark  | Erik Jespersen                |
|  | Danmark  | Simon Karkov                  |
|  | Sverige  | Christian Karlsson            |
|  | Danmark  | Bjarne Kikkenborg             |
|  | Danmark  | Lasse Kryger                  |
|  | Danmark  | Jørgen Kristensen             |
|  | Danmark  | Michael Køhler                |
|  | Danmark  | Holger Larsen                 |
|  | Danmark  | Kim Ilsø Larsen               |
|  | Danmark  | Svend Åge Larsen              |
|  | Danmark  | Svend Laugesen                |
|  | Danmark  | Hardy Laursen                 |
|  | Danmark  | Rajko Lekic                   |
|  | Danmark  | Rune Lind                     |
|  | Danmark  | Jerry Lucena                  |
|  | Danmark  | Torben Luxhøj                 |
|  | Danmark  | Erik Lynge                    |
|  | Danmark  | Tommy Løvenkrands             |
|  | Danmark  | Jesper Mikkelsen              |
|  | Færøerne | Jan Allan Müller              |
|  | Frankrig | Michaël Murcy                 |
|  | Danmark  | Allan Nielsen                 |
|  | Danmark  | Henning Nielsen               |
|  | Danmark  | Henrik "Ismand" Nielsen       |
|  | Danmark  | Henrik "Pokalfighter" Nielsen |

|  | Danmark      | Holger Nielsen          |
|  | Danmark      | Lars Christian Nielsen  |
|  | Danmark      | Mogens Nielsen          |
|  | Danmark      | Anders Nøhr             |
|  | Danmark      | Carl Nørby              |
|  | Canada       | Andrew Ornoch           |
|  | Danmark      | Søren Pallesen          |
|  | Danmark      | Kenneth Møller Pedersen |
|  | Norge        | Kjetil Pedersen         |
|  | Danmark      | Michael Pedersen        |
|  | Danmark      | Simon A. Pedersen       |
|  | Sverige      | Joakim Persson          |
|  | Danmark      | Erik Brock Petersen     |
|  | Danmark      | Jakob Poulsen           |
|  | Danmark      | Arthur Rasmussen        |
|  | Danmark      | Henrik Ravn             |
|  | Montenegro   | Samel Sabanovic         |
|  | Danmark      | Michael Schjønberg      |
|  | Danmark      | Holger Schlosser        |
|  | Danmark      | Peter Skov-Jensen       |
|  | Danmark      | Morten Skytte           |
|  | Danmark      | Kenni Sommer            |
|  | Danmark      | Jakob Spangsberg        |
|  | Danmark      | Orla Steiness           |
|  | Letland      | Igors Stepanovs         |
|  | Danmark      | Niels Erik Søndergaard  |
|  | Danmark      | Lars Sørensen           |
|  | Danmark      | Frank Thorsgaard        |
|  | Danmark      | Jess Thorup             |
|  | Danmark      | Jørgen Toft             |
|  | Danmark      | Martin Vingaard         |
|  | Sverige      | Erik Wahlstedt          |
|  | Filippinerne | Phil Younghusband       |
|  | Danmark      | Niki Zimling            |
|  | Danmark      | Kristian Østergaard     |

## Årets spiller
Årets spiller i Esbjerg
- 2022/2023: Emil Holten
- 2021/2022: Lasha Parunashvili
- 2020/2021: Mads Kikkenborg
- 2019/2020: Rodolph Austin

- 2018/2019: Joni Kauko

- 2017/2018: Anders Dreyer

- 2016/2017: Victor Pálsson

- 2015/2016: Jeppe Højbjerg

- 2014/2015: Jonas Knudsen

- 2013/2014: Kian Hansen
- 2012/2013: Lukas Hradecky
- 2010/2011: Jesper Lange
- 2009/2010: Nicolai Høgh

Årets spiller i Danmark
- 1979: Jens Jørn Bertelsen
- 1978: Ole Kjær
- 1963: Jens Petersen

## Flest kampe
Her følger en liste over EfB-spillere med de fleste førsteholdskampe.
| 474 465 440 417 391 382 377 362 357 356 330 325 | Ole Kjær Jens Peder Hansen Egon Jensen Jens Jørgen Hansen Torben Luxhøj Erik Terkelsen Erik Brock Petersen Michael Pedersen Jens Jørn Bertelsen Flemming Iversen Olaf Brockhoff Niels Erik Søndergaard Arthur Rasmussen Kristian Østergaard Jørn Bach |

| 318 316 313 283 268 266 264 262 260 258 256 253 251 250 | Preben Jensen Curt Christensen Carl Emil Christiansen Walther Isaksen Martin Jensen Bjarne Kikkenborg John Madsen Carl Nørby Michael Køhler Søren Andersen Johannes Schmidt Arthur Nielsen Knud Petersen Viggo Jensen Erik Gårdhøje |

| 245 245 240 231 223 220 218 216 215 213 212 205 203 | Jerry Lucena Lars Jakobsen Jess Thorup Holger Larsen Marinus Graversen Jan Hansen Hans Henrik Andreasen Henrik Jensen Holger Schlosser Jan Kristiansen Hardy Laursen Ole Madsen Jørgen Kristensen Bert Hansen |

Kilde: efbhistorik.dk

## Topscorere

### Flest mål
Her følger en liste over EfB's mest scorende spillere gennem tiden.
| 159 150 147 119 114 71 57 55 54 51 50 49 47 | Michael Pedersen Jens Peder Hansen Kristian Østergaard Flemming Iversen Carl Emil Christiansen Jess Thorup Fredrik Berglund Henning Nielsen Carl Bertelsen Bjarne Kikkenborg Jan Kristiansen Mogens Nielsen Jørn Bach Walter Isaksen |

| 47 45 43 42 36 35 33 31 | Knud Petersen Svend Hansen Svend Laugesen Jens Jørn Bertelsen Chris Hermansen Henrik Ravn John Lauridsen Holger Nielsen Tommy Bechmann Iddi Alkhag Keld Holm Jan Hansen Hans Aage Nielsen Lars Sørensen |

| 31 30 29 28 27 26 25 | Michael Hansen Kent Mogensen Henrik "Ismand" Nielsen Peter Thøgersen Henrik "Pokalfighter" Nielsen Flemming Dreyer Hans Henrik Andreasen Arthur Nielsen Helge Jensen Holger Larsen Simon Karkov Marinus Gravesen |

Kilde: efbhistorik.dk

### Efter sæson
Her følger en liste over topscorere blandt EfB's spillere opdelt efter sæson. Det skal nævnes at EfB ikke har spillet i den bedste række alle sæsoner. Sæsoner markeret med * kan indeholde fejl.
| - 2012 Martin Braithwate (9 mål) - 2011 Jesper Lange (9 mål) - 2010 Tim Janssen (15 mål) - 2009 Jesper Lange, Søren Rieks (5 mål) - 2008 Njogu Demba-Nyrén, Søren Rieks, Martin Vingaard (7 mål) - 2007 Jesper Bech (11 mål) - 2006 Fredrik Berglund (14 mål) - 2005 Fredrik Berglund (19 mål) - 2004 Tommy Bechmann (19 mål) - 2003 Jan Kristiansen (18 mål) - 2002 Jess Thorup (10 mål) - 2001 Henrik "Ismand" Nielsen (15 mål) - 2000 Jess Thorup (7 mål) |

## Trænere
| Start | Slut | Træner                                              |
| 2023  |      | Lars Lungi Sørensen                                 |
| 2022  | 2023 | Lars Vind                                           |
| 2022  | 2022 | Steffen Ernemann                                    |
| 2022  | 2022 | Michael Kryger                                      |
| 2022  | 2022 | Rafael van der Vaart                                |
| 2021  | 2022 | Roland Vrabec                                       |
| 2021  | 2021 | Peter Hyballa                                       |
| 2021  | 2021 | Lars Vind                                           |
| 2020  | 2021 | Ólafur Kristjánsson                                 |
| 2020  | 2020 | Troels Bech                                         |
| 2019  | 2020 | Lars Olsen                                          |
| 2017  | 2019 | John Lammers                                        |
| 2016  | 2017 | Lars Lungi Sørensen                                 |
| 2016  | 2016 | Colin Todd                                          |
| 2015  | 2016 | Jonas Dal                                           |
| 2015  | 2015 | Michael "Mex" Pedersen                              |
| 2013  | 2015 | Niels Frederiksen                                   |
| 2011  | 2013 | Jess Thorup                                         |
| 2009  | 2011 | Ove Pedersen                                        |
| 2008  | 2008 | Jess Thorup                                         |
| 2006  | 2008 | Troels Bech                                         |
| 2002  | 2005 | Ove Pedersen                                        |
| 1997  | 2002 | Viggo Jensen                                        |
| 1993  | 1997 | Jørn Bach                                           |
| 1993  | 1993 | Ian Salter                                          |
| 1990  | 1993 | Jan Hansen                                          |
| 1989  | 1990 | Allan Hebo Larsen                                   |
| 1987  | 1988 | Allan Michaelsen (Jan Hansen de sidste tre måneder) |
| 1984  | 1986 | Henrik Brandenborg                                  |
| 1981  | 1983 | Jürgen Wähling                                      |
| 1979  | 1980 | Carl Emil Christiansen                              |
| 1977  | 1979 | Rudi Strittich (Stopper i utide)                    |
| 1973  | 1976 | Egon Jensen                                         |
| 1972  | 1972 | Jens Jørgen Hansen og Carl Emil Christiansen        |
| 1972  | 1972 | Peter Stubbe                                        |
| 1970  | 1971 | Ludwig Weg                                          |
| 1969  | 1970 | Ernst Netuka                                        |
| 1968  | 1969 | Richard Møller Nielsen                              |
| 1965  | 1967 | Rudi Strittich                                      |
| 1963  | 1964 | Arne Sørensen                                       |
| 1960  | 1962 | Rudi Strittich                                      |

Kilde: efbhistorik.dk

## Europæisk deltagelse
| Sæson   | Runde    | Modstander     | Hjemme | Ude | Mål for EfB                                                |
| ------- | -------- | -------------- | ------ | --- | ---------------------------------------------------------- |
| 1962-63 | 1. runde | Linfield FC    | 0-0    | 2-1 | Carl Emil Christiansen, Carl Bertelsen                     |
| 1962-63 | 2. runde | Dukla Prag     | 0-0    | 0-5 | -                                                          |
| 1963-64 | 1. runde | PSV Eindhoven  | 3-4    | 1-7 | Carl Bertelsen(2), Carl Emil Christiansen, Eigild Frandsen |
| 1966-67 | 1. runde | Dukla Prag     | 0-2    | 0-4 | -                                                          |
| 1980-81 | 1. runde | Halmstads BK   | 3-2    | 0-0 | Flemming Iversen, John Lauridsen, Henning Nielsen          |
| 1980-81 | 2. runde | Spartak Moskva | 2-0    | 0-3 | Flemming Iversen, John Lauridsen                           |

Toto Cup
| Sæson | Runde       | Modstander     | Hjemme | Ude | Mål for EfB                                                                                 |
| ----- | ----------- | -------------- | ------ | --- | ------------------------------------------------------------------------------------------- |
| 1969  | -           | Wisła Kraków   | 0-1    | 1-2 | Torleif Skouboe                                                                             |
| 1969  | -           | Kosice         | 1-3    | 0-4 | Erik Samsøe                                                                                 |
| 1969  | -           | Lierse SK      | 0-2    | 0-4 | -                                                                                           |
| 1978  | -           | Young Boys     | 3-0    | 1-1 | Kristian Østergaard, Leif Hansen. Henning Nielsen, Erik Jespersen                           |
| 1978  | -           | Tatran Presov  | 0-2    | 2-4 | Jens Jørn Bertelsen, Henning Nielsen                                                        |
| 1978  | -           | Wiener Sport   | 3-1    | 1-0 | Flemming Iversen(2), Kristian Østergaard, Jørn Bach                                         |
| 1979  | -           | Kalmar FF      | 4-2    | 1-2 | Flemming Iversen(3), Kristian Østergaard, Henning Nielsen                                   |
| 1979  | -           | Spartak Trnava | 0-1    | 2-2 | Flemming Iversen, Jørgen Toft                                                               |
| 1979  | -           | First Vienna   | 0-2    | 1-3 | Flemming Iversen, Henning Nielsen, Kristian Østergaard                                      |
| 1980  | -           | LASK Linz      | 4-0    | 2-2 | John Lauridsen(2), Henning Nielsen(2), Jens Jørn Bertelsen, Knud Nørregaard                 |
| 1980  | -           | Polonia Bytom  | 1-2    | 1-0 | Jens Jørn Bertelsen, Flemming Iversen                                                       |
| 1980  | -           | Nitra          | 0-1    | 0-2 | -                                                                                           |
| 2004  | 1. runde    | NSI Runavik    | 3-1    | 4-0 | Jan Kristiansen(2), Jerry Lucena, Søren Barslund, Jess Thorup, Anders Egholm, Jakob Poulsen |
| 2004  | 2. runde    | Nice           | 1-0    | 1-1 | Fredrik Berglund, Jerry Lucena                                                              |
| 2004  | Kvartfinale | FK Vetra       | 4-0    | 1-1 | Fredrik Berglund(3), Jess Thorup(2)                                                         |
| 2004  | Semifinale  | Schalke 04     | 1-3    | 0-3 | Jerry Lucena                                                                                |

| Sæson   | Runde         | Modstander           | Hjemme | Ude  | Mål for EfB                                                                                   |
| ------- | ------------- | -------------------- | ------ | ---- | --------------------------------------------------------------------------------------------- |
| 1978-79 | 1. runde      | IK Start             | 1-0    | 0-0  | Flemming Iversen                                                                              |
| 1978-79 | 2. runde      | KuPS                 | 4-1    | 2-0  | Jørn Bach(2), Henning Nielsen, Jens Jørn Bertelsen, Flemming Iversen, Kristian Østergaard     |
| 1978-79 | 3. runde      | Hertha Berlin        | 2-1    | 0-4  | Leif Hansen, Erik Jespersen                                                                   |
| 1979-80 | 1. runde      | Zbrojovka Brno       | 1-1    | 0-6  | Jørn Bach                                                                                     |
| 2003-04 | Kvalifik.     | FC Santa Coloma      | 5-0    | 4-1  | Tommy Løvenkrands(3), Jess Thorup(3), Henrik H. Hansen(2), Nicolai Høgh                       |
| 2003-04 | 1. runde      | Spartak Moskva       | 1-1    | 0-2  | Lasse Kryger                                                                                  |
| 2005-06 | 1. kvalif.    | Flora Tallinn        | 1-2    | 6-0  | Fredrik Berglund(2), Michael Murcy (2), Jakob Poulsen, Jan Kristiansen, Hans Henrik Andreasen |
| 2005-06 | 2. kvalif.    | Tromsø               | 0-1    | 1-0* | Jerry Lucena                                                                                  |
| 2013-14 | Play-off      | AS Saint-Étienne     | 4-3    | 1-0  | Peter Ankersen(2), Mick van Buren, Hans Henrik Andreasen, Mustapha Bayal Sall (selvmål)       |
| 2013-14 | Gruppespil    | Standard Liège       | 2-1    | 2-1  | Mick van Buren(3),Mushaga Bakenga                                                             |
| 2013-14 | Gruppespil    | FC Red Bull Salzburg | 1-2    | 0-3  | Papa Pate Diouf                                                                               |
| 2013-14 | Gruppespil    | IF Elfsborg          | 1-0    | 2-1  | Hans Henrik Andreasen(2), Marcus Rohdén (selvmål)                                             |
| 2013-14 | 16'delsfinale | Fiorentina           | 1-3    | 1-1  | Martin Pusic, Mikkel Vestergaard                                                              |
| 2014-15 | 2. kvalif.    | FC Kairat Almaty     | 1-0    | 1-1  | Jakob Ankersen, Mohammed Fellah                                                               |
| 2014-15 | 3. kvalif.    | KS Ruch Chorzow      | 2-2    | 0-0  | Casper Nielsen, Martin Pusic                                                                  |
| 2019-20 | 2. kvalif.    | Soligorsk            | 0-0    | 0-2  | -                                                                                             |

*: Taber på straffe
| Sæson   | Runde    | Modstander   | Hjemme | Ude | Mål for EfB    |
| ------- | -------- | ------------ | ------ | --- | -------------- |
| 1964-65 | 1. runde | Cardiff City | 0-0    | 0-1 | -              |
| 1976-77 | 1. runde | Bohemians FC | 0-1    | 1-2 | Henrik Nielsen |